# Thesea plana
Thesea plana är en korallart som beskrevs av Elisabeth Deichmann 1936. Thesea plana ingår i släktet Thesea och familjen Plexauridae. Inga underarter finns listade i Catalogue of Life.